# Рюнняс, Юсси
Юсси Рюнняс (фин. Jussi Rynnäs; 22 мая 1987, Пори, Финляндия) — профессиональный финский хоккеист, вратарь. Игрок клуба немецкой лиги «Крефельд Пингвин».

## Игровая карьера

### Клубная карьера

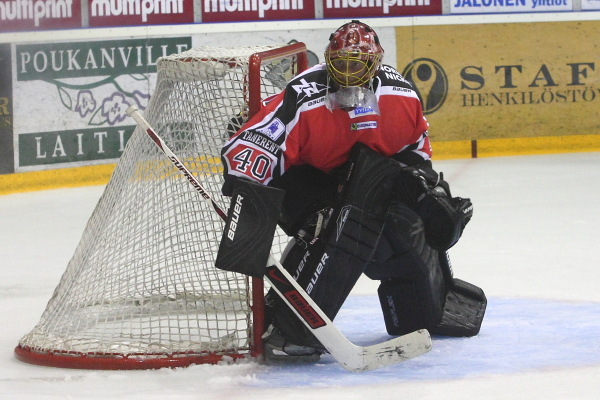
Юсси Рюнняс в игре за «Эссят»

Юсси Рюнняс является воспитанником клуба «Эссят» из его родного города Пори. За «Эссят» Рюнняс провел один полный сезон 2009/10, после чего принял решение отправиться в Северную Америку, где его хотели видеть у себя клубы НХЛ «Эдмонтон Ойлерз», «Даллас Старз», «Анахайм Дакс», «Филадельфия Флайерз», «Монреаль Канадиенс» и «Торонто Мейпл Лифс». 23 апреля 2010 года он подписал двусторонний контракт с «Мейпл Лифс», рассчитанный на два года. Генеральный менеджер «Торонто» Брайан Бурк заявил, что подписание Рюнняса добавит глубины во вратарской линии команды. Сезон 2010/11 Рюннас полностью провел в АХЛ, выступая за «Торонто Марлис». 27 марта 2012 года, накануне матча против «Каролины Харрикейнз», Рюнняс был вызван в основную команду, чтобы заменить получившего травму основного вратаря Джеймса Раймера. В этот же день он дебютировал в НХЛ, заменив в начале второго периода Юнаса Густавссона, пропустившего три шайбы. За оставшееся время Рюнняс отразил девять из девяти бросков по своим воротам.
Через два дня, 29 марта, на раскатке перед игрой с «Филадельфией» Густавссон получил небольшое повреждение, и место в воротах «Торонто» вынужденно занял Рюнняс, впервые в карьере начав матч НХЛ с первых минут. После 30 бросков по воротам он пропустил 7 шайб.
Летом 2013 года Рюнняс вернулся в Финляндию и подписал двухлетний контракт с клубом «Кярпят». В декабре признан игроком месяца СМ-лиги.
7 июля 2014 года Рюнняс подписал двухлетний контракт с «Даллас Старз».
15 июня 2015 года Рюнняс заключил однолетний контракт с клубом КХЛ «Ак Барс».
25 апреля 2016 года Юсси Рюнняс подписал двухлетний контракт с финским клубом «Кярпят».
10 мая 2019 года подписал контракт с немецким клубом «Крефельд Пингвин».

### В сборной
За сборную Финляндии Рюнняс играл в 2013 году на Кубке Карьяла, являющемся одним из этапов Еврохоккейтура. Он сыграл в первом матче турнира против сборной России. Несмотря на то, что Рюнняс пропустил три шайбы, финны выиграли со счётом 4−3. Сам Юсси остальные два матча провел на скамейке запасных и больше за сборную не играл.